# DFB-Ligapokal 2003
Der DFB-Ligapokal 2003 war die achte Auflage des Wettbewerbs. Teilnehmer waren die ersten fünf Mannschaften der vergangenen Bundesligasaison und der neunte VfL Bochum, da die Mannschaften von Platz 6 bis 8 im UI-Cup spielten. Der Hamburger SV gewann durch ein 4:2 gegen Borussia Dortmund im Finale von Mainz. Beste Torschützen des Wettbewerbs mit jeweils zwei Treffern wurden Marcio Amoroso und Jan Koller von Borussia Dortmund, Michael Ballack von Bayern München und Bernardo Romeo vom HSV.

## Turnierverlauf

### Vorrundenspiele
| Datum                      |                   | Ergebnis  |            | Ort                            |
| -------------------------- | ----------------- | --------- | ---------- | ------------------------------ |
| 16. Juli 2003 um 20:30 Uhr | Borussia Dortmund | 2:1 (2:1) | VfL Bochum | Lohrheidestadion, Wattenscheid |
| 17. Juli 2003 um 20:30 Uhr | Hamburger SV      | 2:1 (1:1) | Hertha BSC | Paul-Greifzu-Stadion, Dessau   |

### Halbfinale
| Datum                      |                   | Ergebnis              |                   | Ort                            |
| -------------------------- | ----------------- | --------------------- | ----------------- | ------------------------------ |
| 21. Juli 2003 um 19:45 Uhr | VfB Stuttgart     | 0:1 (0:1)             | Borussia Dortmund | Städtisches Waldstadion, Aalen |
| 22. Juli 2003 um 20:30 Uhr | FC Bayern München | 3:3 (1:1) (1:4 i. E.) | Hamburger SV      | Ernst-Abbe-Sportfeld, Jena     |

### Finale
| Paarung           | Hamburger SV – Borussia Dortmund |
| Ergebnis          | 4:2 (3:1) |
| Datum             | 28. Juli 2003 um 20:30 Uhr |
| Stadion           | Bruchwegstadion, Mainz |
| Zuschauer         | 16.700 |
| Schiedsrichter    | Jürgen Aust (Köln) |
| Tore              | 1:0 Nico-Jan Hoogma (3.) 2:0 Rodolfo Cardoso (12.) 3:0 Naohiro Takahara (18.) 3:1 Márcio Amoroso (24.) 3:2 Jan Koller (61.) 4:2 Stefan Beinlich (68.) |
| Hamburger SV      | Martin Pieckenhagen – Lars Jacobsen, Nico-Jan Hoogma, Tomáš Ujfaluši, Christian Rahn – Marcel Maltritz, Stefan Beinlich (89. Björn Schlicke), Rodolfo Cardoso (59. Raphael Wicky) – Mehdi Mahdavikia, Naohiro Takahara, Sergej Barbarez (77. Stephan Kling) Cheftrainer: Kurt Jara ( Österreich) |
| Borussia Dortmund | Roman Weidenfeller – Stefan Reuter (70. Otto Addo), Christian Wörns, Ahmed Madouni, Dedê – Lars Ricken (66. Giuseppe Reina), Guy Demel (81. David Odonkor), Sebastian Kehl, Tomáš Rosický – Jan Koller, Márcio Amoroso Cheftrainer: Matthias Sammer                                              |
| Gelbe Karten      | Nico-Jan Hoogma, Christian Rahn, Marcel Maltritz – Dedê, Guy Demel, Christian Wörns |
| Platzverweise     | keine – Otto Addo (90.+3'), Sebastian Kehl (90.+4') |

## Torschützen
| Rang | Spieler          | Verein            | Tore |
| ---- | ---------------- | ----------------- | ---- |
| 1    | Márcio Amoroso   | Borussia Dortmund | 2    |
| 1    | Michael Ballack  | FC Bayern München | 2    |
| 1    | Jan Koller       | Borussia Dortmund | 2    |
| 1    | Bernardo Romeo   | Hamburger SV      | 2    |
| 5    | Sergej Barbarez  | Hamburger SV      | 1    |
| 5    | Stefan Beinlich  | Hamburger SV      | 1    |
| 5    | Fredi Bobic      | Hertha BSC        | 1    |
| 5    | Rodolfo Cardoso  | Hamburger SV      | 1    |
| 5    | Giovane Élber    | FC Bayern München | 1    |
| 5    | Vahid Haschemian | VfL Bochum        | 1    |
| 5    | Nico-Jan Hoogma  | Hamburger SV      | 1    |
| 5    | Marcel Maltritz  | Hamburger SV      | 1    |
| 5    | Christian Rahn   | Hamburger SV      | 1    |
| 5    | Tomáš Rosický    | Borussia Dortmund | 1    |
| 5    | Naohiro Takahara | Hamburger SV      | 1    |